# Аугустовичова, Хильда
Хильдегарда (Хильда) Аугустовичова (словац. Hildegarda Augustovičová, 6 августа 1934, Будмерице, Братиславский край — 18 декабря 2022) — словацкая актриса и театральный менеджер. Заслуженная артистка Чехословакии (1984).

## Жизнь и карьера
Аугустовичова родилась в деревне Будмерице 6 августа 1934 года. Выросла в Пезинке.
Впервые вышла на сцену профессионального театра в возрасте 16 лет. Училась в Высшей школе исполнительских искусств в Братиславе (окончила в 1959 году). Ещё во время учёбы начала сниматься в кино, однако после нескольких фильмов («Капитан Дабач», «Возмездие» («В двенадцатом часу»)) сосредоточилась на работе в театре.
С 1959 года — актриса Областного театра в Нитре (в 1979 году театру было присвоено имя Андрея Багара). Среди ролей — Мирандолина («Трактирщица» К. Гольдони), Клара Цаханассян («Визит старой дамы» Ф. Дюрренматта), Федра (одноимённая трагедия Ж. Расина). С 1974 по 1982 год она была художественным руководителем театра, а с 1982 по 1990 год руководила театром в качестве директора. В период её пребывания на посту директора было построено новое здание театра.
Аугустовичова умерла 18 декабря 2022 года, в возрасте 88 лет.

## Семья
Была замужем дважды (первый муж — критик Станислав Врбка, второй — архитектор Штефан Бок), двое сыновей.

## Фильмография
- 1959 — Капитан Дабач / Kapitán Dabac — Надя Дабачова
- 1959 — Возмездие / V hodine dvanástej — Мария Чарнокова
- 1959 — Человек, который вернулся / Muz, ktorý sa nevrátil
- 1959 — Скалы и люди / Skaly a ludia